# Жуков Яків Григорович
Яків Григорович Жуков (7 квітня 1908, місто Катеринослав, тепер Дніпро — ?) — радянський партійний діяч, 1-й секретар Новомиколаївського районного комітету КП(б)У Запорізької області, секретар Запорізького обласного комітету КП(б)У.

## Біографія
Освіта вища. Член ВКП(б) з 1929 року.
З 1939 року — 1-й секретар Новомиколаївського районного комітету КП(б)У Запорізької області.
З лютого 1942 року — в Червоній армії, учасник німецько-радянської війни. Служив на політичній роботі в 10-й окремій роті охорони польового управління 9-ї армії РСЧА та був уповноваженим при Військовій раді Південного фронту. У 1942—1943 роках — уповноважений оперативної групи при Військовій раді Північної групи військ Закавказького фронту. У 1944 році демобілізований із Радянської армії.
З лютого 1944 року — завідувач організаційно-інструкторського відділу Запорізького обласного комітету КП(б)У.
У березні (затв. у лютому) 1947 — вересні 1952 року — секретар Запорізького обласного комітету КП(б)У із кадрів.
У травні (затв.) 1953 — 1957 року — завідувач відділу адміністративних і торговельно-фінансових органів Дрогобицького обласного комітету КПУ
Подальша доля невідома.

## Звання
- майор

## Нагороди
- орден Трудового Червоного Прапора (23.01.1948)
- медаль «За відвагу» (2.01.1943)
- медаль «За оборону Кавказу» (30.04.1945)
- медаль «За перемогу над Німеччиною у Великій Вітчизняній війні 1941—1945 рр.» (1945)
- золота медаль Всесоюзної сільськогосподарської виставки (1939)
- медалі